# 편집디자인
편집디자인은 신문, 잡지, 서적 등 출판물의 디자인을 말한다. 독자의 흥미를 이끌도록 시각적으로 효과적인 그림이나 사진 등을 정리, 배열, 편집 또는 계획한다.